# منطقة غوتا
مِنطقَة غُوتَا (بالأَلمانِيَّة: Landkreis Gotha) هي مُحافظة في وِلاَية تُورينغن في جُمهُوريَّة أَلمَانيَا الاِتّحاديّة. بمِساحة تُقَدَّر بحَوالَي 940 كم².

## وُصلات خارجيّة
- الصّفحة الرّسميّة لغُوتَا (باللُّغَةُ الألمانِيّة).

## مَراجع
1. 1 2  GeoNames (بالإنجليزية), 2005, QID:Q830106
2. ↑  GeoNames (بالإنجليزية), 2005, QID:Q830106